# 383 TCN
383 TCN là một năm trong lịch La Mã.